# Суйя (приток Ялбынъя)
Суйя (устар. Суй-Я) — река в России, протекает в Ханты-Мансийском АО. Устье реки находится в 233 км по правому берегу реки Ялбынъя. Длина реки — 39 км.
- В 9 км от устья, по левому берегу реки впадает река Ултымъя.

## Данные водного реестра
По данным государственного водного реестра России относится к Нижнеобскому бассейновому округу, водохозяйственный участок реки — Северная Сосьва, речной подбассейн реки — Северная Сосьва. Речной бассейн реки — (Нижняя) Обь от впадения Иртыша.
Код объекта в государственном водном реестре — 15020200112115300027919.